# تصفيات كأس العالم 2018 – أوروبا المجموعة ع

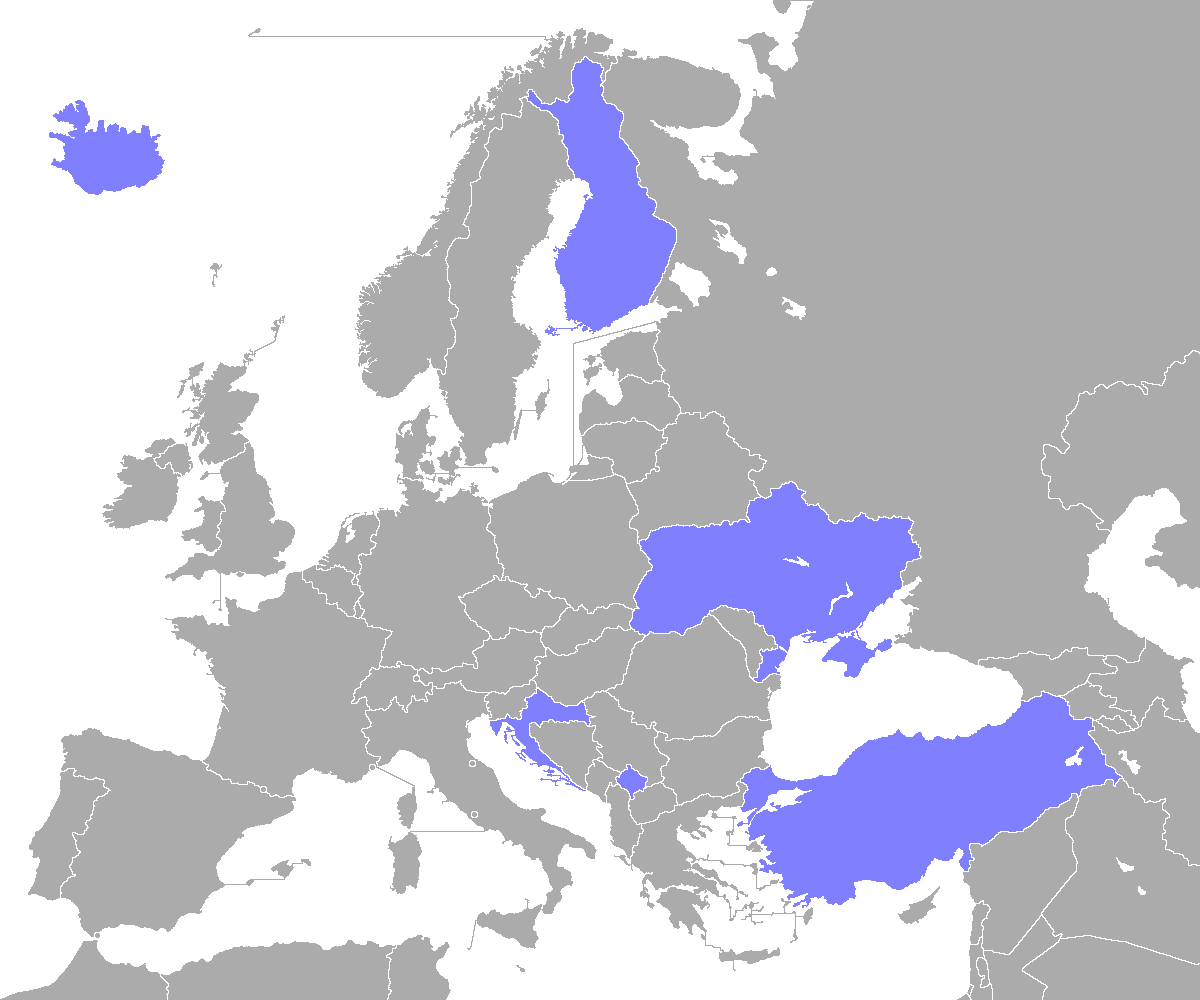
تصفيات كأس العالم 2018

تصفيات كأس العالم لكرة القدم 2018 أوروبا المجموعة ع (بالإنجليزية: Group I) هي واحدة من بين تسع مجموعات أوروبية من تصفيات كأس العالم لكرة القدم 2018. تتألف المجموعة من ستة منتخبات: كرواتيا، وآيسلندا، وأوكرانيا، وتركيا، وفنلندا، وكوسوفو.
عقدت قرعة المرحلة الأولى (مرحلة المجموعات) كجزء من القرعة التمهيدية لكأس العالم لكرة القدم 2018 في 25 يوليو 2015، بداية من الساعة 18:00 توقيت موسكو المعياري (ت ع م+3)، في قصر كونستانتينوفسكي في ستريلنا، سانت بطرسبرغ، روسيا.
سوف يتأهل بطل المجموعة مباشرة إلى كأس العالم لكرة القدم 2018. من بين وصيفي المجموعات التسعة، سوف يصعد أفضل ثمانية وصيفين إلى المباريات الفاصلة، حيث سيتم وضعهم في أربع مواجهات ذهاب وإياب لتحديد المتأهلين الأربعة الآخرين.

## الترتيب
| م | الفريق   | لعب | ف | ت | خ | أ.له | أ.ع | أ.ف | نقاط | التأهل                             |     |     |     |     |     |     |     |
| - | -------- | --- | - | - | - | ---- | --- | --- | ---- | ---------------------------------- | --- | --- | --- | --- | --- | --- | --- |
| 1 | آيسلندا  | 10  | 7 | 1 | 2 | 16   | 7   | +9  | 22   | التأهل لكأس العالم لكرة القدم 2018 |     | —   | 1–0 | 2–0 | 2–0 | 3–2 | 2–0 |
| 2 | كرواتيا  | 10  | 6 | 2 | 2 | 15   | 4   | +11 | 20   | التقدم للمرحلة الثانية             |     | 2–0 | —   | 1–0 | 1–1 | 1–1 | 1–0 |
| 3 | أوكرانيا | 10  | 5 | 2 | 3 | 13   | 9   | +4  | 17   |                                    |     | 1–1 | 0–2 | —   | 2–0 | 1–0 | 3–0 |
| 4 | تركيا    | 10  | 4 | 3 | 3 | 14   | 13  | +1  | 15   |                                    | 0–3 | 1–0 | 2–2 | —   | 2–0 | 2–0 |     |
| 5 | فنلندا   | 10  | 2 | 3 | 5 | 9    | 13  | −4  | 9    |                                    | 1–0 | 0–1 | 1–2 | 2–2 | —   | 1–1 |     |
| 6 | كوسوفو   | 10  | 0 | 1 | 9 | 3    | 24  | −21 | 1    |                                    | 1–2 | 0–6 | 0–2 | 1–4 | 0–1 | —   |     |

## المباريات
| كرواتيا                        | 1–1                        | تركيا                     |
| ------------------------------ | -------------------------- | ------------------------- |
| إيفان راكيتيتش 44' (ضربة جزاء) | تقرير (فيفا) تقرير (يويفا) | هاكان تشالهان أوغلو 45+3' |

| فنلندا             | 1–1                        | كوسوفو                       |
| ------------------ | -------------------------- | ---------------------------- |
| باولوس اراجوري 18' | تقرير (فيفا) تقرير (يويفا) | فالون بيريشا 60' (ضربة جزاء) |

| أوكرانيا             | 1–1                        | آيسلندا              |
| -------------------- | -------------------------- | -------------------- |
| أندري يارمولينكو 41' | تقرير (فيفا) تقرير (يويفا) | ألفريد فينبوجاسون 6' |

| آيسلندا                                                             | 3–2                        | فنلندا                  |
| ------------------------------------------------------------------- | -------------------------- | ----------------------- |
| كاري أرناسون 37' · ألفريد فينبوجاسون 90+1' · راغنار سيغوردسون 90+6' | تقرير (فيفا) تقرير (يويفا) | تيمو بوكي 21' · Lod 39' |

| كوسوفو | 0–6                        | كرواتيا                                                                                         |
| ------ | -------------------------- | ----------------------------------------------------------------------------------------------- |
|        | تقرير (فيفا) تقرير (يويفا) | ماريو ماندجوكيتش 6'، 24'، 35' · ماتي ميتروفيتش 68' · إيفان بيريشيتش 83' · نيكولا كالينيتش 90+2' |

| تركيا                                                   | 2–2                        | أوكرانيا                                            |
| ------------------------------------------------------- | -------------------------- | --------------------------------------------------- |
| أوزان توفان 45+1' · هاكان تشالهان أوغلو 81' (ضربة جزاء) | تقرير (فيفا) تقرير (يويفا) | أندري يارمولينكو 24' (ضربة جزاء) · ارتيم كرافتس 27' |

| فنلندا | 0–1                        | كرواتيا              |
| ------ | -------------------------- | -------------------- |
|        | تقرير (فيفا) تقرير (يويفا) | ماريو ماندجوكيتش 18' |

| أوكرانيا                                                   | 3–0                        | كوسوفو |
| ---------------------------------------------------------- | -------------------------- | ------ |
| ارتيم كرافتس 31' · أندري يارمولينكو 81' · روسلان روتان 87' | تقرير (فيفا) تقرير (يويفا) |        |

| آيسلندا                                           | 2–0                        | تركيا |
| ------------------------------------------------- | -------------------------- | ----- |
| عمر توبراك 42' (في مرماه) · ألفريد فينبوجاسون 44' | تقرير (فيفا) تقرير (يويفا) |       |

| كرواتيا                      | 2–0                        | آيسلندا |
| ---------------------------- | -------------------------- | ------- |
| مارسيلو بروزوفيتش 15'، 90+1' | تقرير (فيفا) تقرير (يويفا) |         |

| تركيا                           | 2–0                        | كوسوفو |
| ------------------------------- | -------------------------- | ------ |
| براق يلماز 51' · فولكان شين 55' | تقرير (فيفا) تقرير (يويفا) |        |

| أوكرانيا         | 1–0                        | فنلندا |
| ---------------- | -------------------------- | ------ |
| ارتيم كرافتس 25' | تقرير (فيفا) تقرير (يويفا) |        |

| تركيا             | 2–0                        | فنلندا |
| ----------------- | -------------------------- | ------ |
| جنك توسون 9'، 13' | تقرير (فيفا) تقرير (يويفا) |        |

| كرواتيا             | 1–0                        | أوكرانيا |
| ------------------- | -------------------------- | -------- |
| نيكولا كالينيتش 38' | تقرير (فيفا) تقرير (يويفا) |          |

| كوسوفو    | 1–2                        | آيسلندا                                                |
| --------- | -------------------------- | ------------------------------------------------------ |
| نوهيو 52' | تقرير (فيفا) تقرير (يويفا) | بيورن سيورذارسون 25' · غيلفي سيغوردسون 35' (ضربة جزاء) |

| فنلندا              | 1–2                        | أوكرانيا                                     |
| ------------------- | -------------------------- | -------------------------------------------- |
| جويل بوهيانبالو 72' | تقرير (فيفا) تقرير (يويفا) | - يفهين كونوبليانكا 51' - آرتيم بييسيدين 75' |

| آيسلندا            | 1–0                        | كرواتيا |
| ------------------ | -------------------------- | ------- |
| هورور ماجنوسون 90' | تقرير (فيفا) تقرير (يويفا) |         |

| كوسوفو          | 1–4                        | تركيا                                                                 |
| --------------- | -------------------------- | --------------------------------------------------------------------- |
| أمير رحماني 22' | تقرير (فيفا) تقرير (يويفا) | - فولكان شين 7' - جنغيز أوندير 31' - براق يلماز 61' - أوزان توفان 82' |

| كرواتيا | ضد                         | كوسوفو |
| ------- | -------------------------- | ------ |
|         | تقرير (فيفا) تقرير (يويفا) |        |

| فنلندا | ضد                         | آيسلندا |
| ------ | -------------------------- | ------- |
|        | تقرير (فيفا) تقرير (يويفا) |         |

| أوكرانيا | ضد                         | تركيا |
| -------- | -------------------------- | ----- |
|          | تقرير (فيفا) تقرير (يويفا) |       |

| آيسلندا | ضد                         | أوكرانيا |
| ------- | -------------------------- | -------- |
|         | تقرير (فيفا) تقرير (يويفا) |          |

| كوسوفو | ضد                         | فنلندا |
| ------ | -------------------------- | ------ |
|        | تقرير (فيفا) تقرير (يويفا) |        |

| تركيا | ضد                         | كرواتيا |
| ----- | -------------------------- | ------- |
|       | تقرير (فيفا) تقرير (يويفا) |         |

| كرواتيا | ضد                         | فنلندا |
| ------- | -------------------------- | ------ |
|         | تقرير (فيفا) تقرير (يويفا) |        |

| كوسوفو | ضد                         | أوكرانيا |
| ------ | -------------------------- | -------- |
|        | تقرير (فيفا) تقرير (يويفا) |          |

| تركيا | ضد                         | آيسلندا |
| ----- | -------------------------- | ------- |
|       | تقرير (فيفا) تقرير (يويفا) |         |

| فنلندا | ضد                         | تركيا |
| ------ | -------------------------- | ----- |
|        | تقرير (فيفا) تقرير (يويفا) |       |

| آيسلندا | ضد                         | كوسوفو |
| ------- | -------------------------- | ------ |
|         | تقرير (فيفا) تقرير (يويفا) |        |

| أوكرانيا | ضد                         | كرواتيا |
| -------- | -------------------------- | ------- |
|          | تقرير (فيفا) تقرير (يويفا) |         |